# Bleiss
Bleiss je zaniklá německá osada, která se nachází nad pravým břehem řeky Odry pod Zigartickým kopcem ve vojenském újezdu Libavá v Oderských vrších v okrese Olomouc v Olomouckém kraji. Místem protéká bezejmenný potůček na jehož březích lze nalézt ruiny budov. Vzhledem k tomu,že místo se nachází ve vojenském prostoru, tak je, mimo vyhrazené dny v roce, nepřístupné.

## Historie
Osada Bleiss byla součástí zaniklé vesnice Čermná (Gross Dittersdorf) a byly v ní tři domy. Osada zanikla s vysídlením německého obyvatelstva z Československa v roce 1946 a následným vznikem vojenského výcvikového prostoru.

## Další informace
Severovýchodním směrem se nachází zaniklý Plazský Mlýn a vesnice Zigartice a severozápadním směrem se nachází zaniklá vesnice Keprtovice. Jihovýchodním směrem se nachází zaniklý Čermenský Mlýn.
Severo-severovýchodním směrem (před mostem) se nachází soutok Libavského potoka, Plazského potoka a řeky Odry.
Proti směru toku řeky Odry se nachází zaniklá osada Olejovický Mlýn.

## Galerie

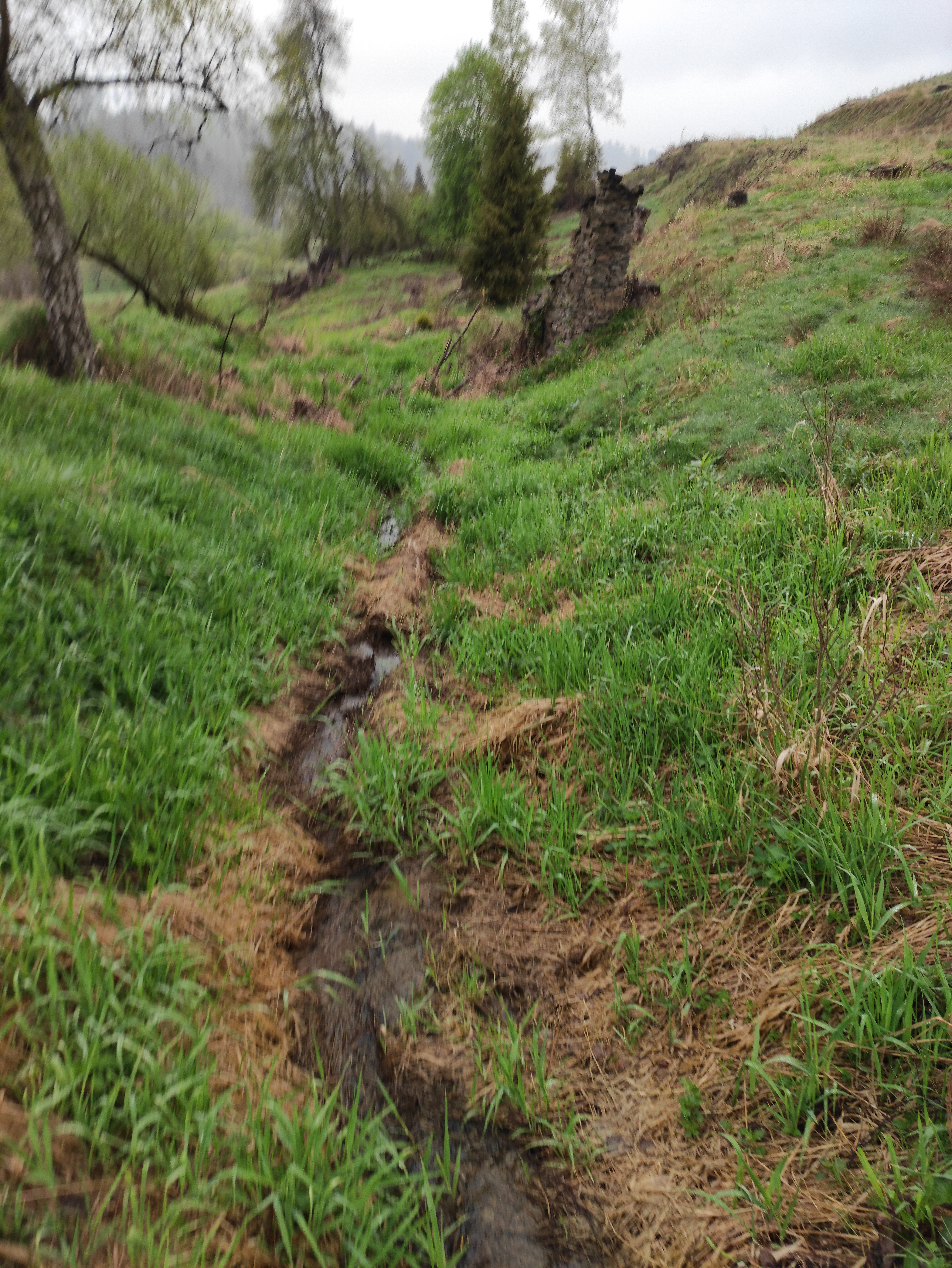
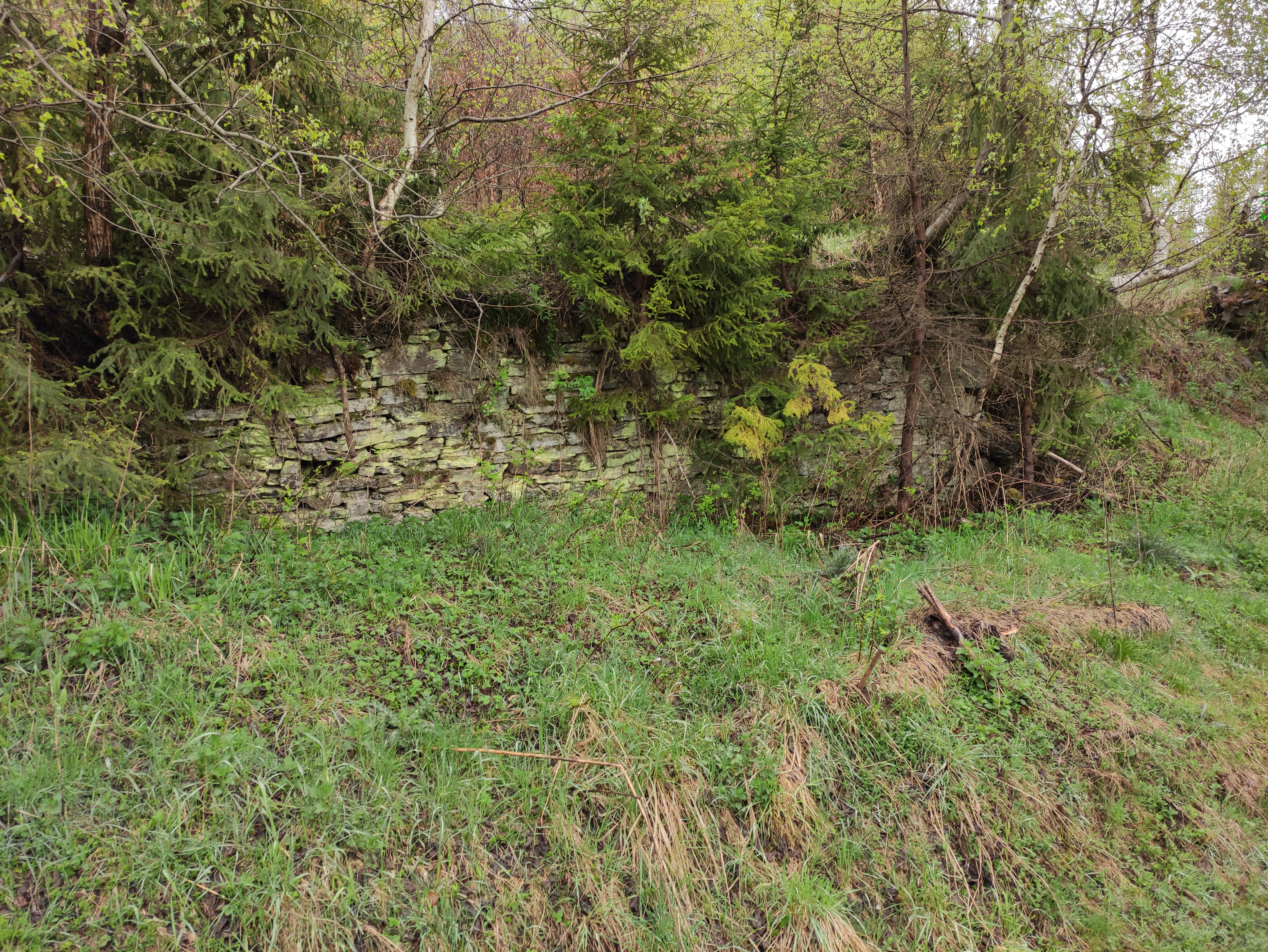